# Кассіен (Вісконсин)
Кассіен (англ. Cassian) — місто (англ. town) в США, в окрузі Онейда штату Вісконсин. Населення — 1069 осіб (2020).

## Демографія
Згідно з переписом 2010 року, у місті мешкало 985 осіб у 445 домогосподарствах у складі 329 родин. Було 1204 помешкання
Расовий склад населення:
| - 97,8 % — білих - 0,7 % — корінних американців - 0,1 % — чорних або афроамериканців |

До двох чи більше рас належало 1,0 %. Частка іспаномовних становила 0,7 % від усіх жителів.
За віковим діапазоном населення розподілялося таким чином: 14,2 % — особи молодші 18 років, 61,0 % — особи у віці 18—64 років, 24,8 % — особи у віці 65 років та старші. Медіана віку мешканця становила 52,3 року. На 100 осіб жіночої статі у місті припадало 109,6 чоловіків;  на 100 жінок у віці від 18 років та старших — 109,2 чоловіків також старших 18 років.
Середній дохід на одне домашнє господарство  становив 69 486 доларів США (медіана — 51 818), а середній дохід на одну сім'ю — 79 403 долари (медіана — 65 313). Медіана доходів становила 47 500 доларів для чоловіків та 37 065 доларів для жінок. За межею бідності перебувало 14,2 % осіб, у тому числі 31,4 % дітей у віці до 18 років та 9,5 % осіб у віці 65 років та старших.
Цивільне працевлаштоване населення становило 429 осіб. Основні галузі зайнятості: освіта, охорона здоров'я та соціальна допомога — 21,4 %, науковці, спеціалісти, менеджери — 14,2 %, виробництво — 14,2 %.